# 利亞姆·亨德森
利亚姆·亨德森（英語：Liam Henderson；1996年4月25日—）是一位蘇格蘭足球運動員。在場上的位置是中場。現效力於意甲球隊安玻里。他也代表蘇格蘭各級青年國家足球隊參賽。

## 外部連結
- 足球数据库：利亞姆·亨德森的球员统计数据